# Wojna secesyjna
Wojna secesyjna – wojna, która toczyła się w latach 1861–1865 w Stanach Zjednoczonych Ameryki, pomiędzy stanami wchodzącymi w skład Stanów Zjednoczonych (tzw. Unią lub „Północą”) i Skonfederowanymi Stanami Ameryki (tzw. Konfederacją lub „Południem”), które wystąpiły z Unii.
Nazwa „wojna secesyjna” pochodzi od secesji (odłączenia się) stanów skonfederowanych od Unii. Powszechną nazwą, stosowaną zwłaszcza w USA, jest także „amerykańska wojna domowa” (ang. American Civil War). Znana jest także jako „wojna pomiędzy stanami” i „wojna o niepodległość Południa”. Zapoczątkowało ją ostrzelanie Fortu Sumter w zatoce Charleston w Karolinie Południowej przez konfederatów 12 kwietnia 1861. Trwała do 26 maja 1865, kiedy poddały się ostatnie zorganizowane ośrodki oporu konfederatów (gdzieniegdzie walki trwały jeszcze do czerwca). W wyniku wojny śmierć poniosło 620 tysięcy ludzi, zniszczono mienie o wartości 5 mld dolarów, wolność uzyskały 4 miliony niewolników.

## Przyczyny wojny

### Niewolnictwo
Większość historyków amerykańskich uznaje spór o niewolnictwo za główną przyczynę wybuchu wojny secesyjnej. Przeciwne zdanie wyrażają jedynie niewielka mniejszość negacjonistów historycznych, mała część historyków amerykańskich oraz część opinii publicznej, zgromadzonej wokół tzw. Mitu Przegranej Sprawy. Ponieważ ruch abolicjonistyczny nie cieszył się w latach 50. XIX wieku wystarczającym poparciem na Południu, radykalne reformy nie były realnym rozwiązaniem. Na tym etapie politycy północnych stanów kierowali się głównie pragnieniem zachowania Unii. Południe jednak czuło się zagrożone i ostatecznie ogłosiło secesję, mając na celu przede wszystkim obronę instytucji niewolnictwa. Było to otwarcie wyrażane w deklaracjach secesji i zmieniło nastroje polityczne na Północy. Politycy południowych stanów spodziewali się, że secesja zostanie zaakceptowana i nie dojdzie do pełnoskalowej wojny. Sam Abraham Lincoln napisał w pojednawczym liście do przyszłego wiceprezydenta Konfederacji, Alexandra Stephensa w grudniu 1860:

Uważacie, że niewolnictwo jest słuszne i powinno być rozszerzone; my uznajemy niewolnictwo za złe i wymagające ograniczenia. To jest jak myślę istota problemu. Jest to z pewnością jedyna istotna różnica pomiędzy nami.

21 marca 1861 r. Alexander Stephens stwierdził w przemowie Cornerstone:

Nowa Konstytucja [Konfederacji] zamknęła na zawsze spór o naszą instytucję afrykańskiego niewolnictwa–właściwego miejsca czarnoskórych w naszej cywilizacji. Był on bezpośrednią przyczyną niedawnego rozłamu i obecnej rewolucji (...) Ideały Jeffersona były fundamentalnie błędne. Opierały się na założeniu o równości ras. Był to błąd. Nasz rząd jest zbudowany na dokładnie odwrotnej idei: jego fundamentem jest ważna prawda, że czarni nie są równi białemu człowiekowi; że niewolnictwo – podporządkowanie nadrzędnej rasie – jest stanem naturalnym i normalnym.

W przemowie wygłoszonej w czerwcu 1863, republikański senator Charles Sumner orzekł:

Wojna ta ma dwie widoczne przyczyny. Jedną jest niewolnictwo, a drugą samorządność Stanów. Jednakże ta druga jest jedynie przykrywką dla pierwszej. Gdyby nie kwestia niewolnictwa, nie byłoby problemu z samorządnością Stanów.
Wojna toczy się zatem o niewolnictwo, i nic innego. Jest to obłędna próba obrony przemocą tego systemu. Z tupetem szaleńca próbuje się bronić tego barbarzyństwa jako głównej zalety i podstawy naszej cywilizacji.

Kluczowymi punktami tej wojny stały się Proklamacja Emancypacji oraz uchwalenie 13. poprawki do Konstytucji USA, które uwalniały niewolników i delegalizowały niewolnictwo. W trakcie drugiej kadencji, Abraham Lincoln cieszył się już dużym poparciem i otwarcie nawoływał do abolicji niewolnictwa.
Gospodarka stanów południowych była uzależniona od przymusowej pracy niewolniczej i na niej opierała swoje funkcjonowanie. Szczególnie ważna była uprawa bawełny, na której swój dobrobyt budowali plantatorzy. Bez prawie darmowej, niewolniczej siły roboczej bawełna z południowych stanów znacznie by podrożała. Pomimo że niewolnictwo na północy było zabronione, tylko mała grupa mieszkańców tej części kraju stanowczo się mu sprzeciwiała. Ruch abolicjonistyczny wprawdzie istniał, ale nie miał szerokiego poparcia.
Na krótko przed wybuchem wojny rozgorzała zażarta debata pomiędzy Północą a Południem, czy należy zezwolić na niewolnictwo w tworzonych stanach i terytoriach, które zdobyto po wojnie amerykańsko-meksykańskiej (1846–1848). Były to m.in. Kalifornia, Teksas i Utah. Przeciwnicy niewolnictwa obawiali się jego ekspansji na nowe tereny oraz tego, że praca najemna (w uprzemysłowionych północnych stanach) będzie musiała konkurować z tańszym niewolnictwem. Rozwiązaniem tego problemu był tzw. „kompromis Missouri” z 1820. Polegał on na tym, że do Unii włączono Maine jako stan bez niewolnictwa i Missouri jako stan „niewolniczy”, zachowując tym samym równowagę pomiędzy stanami bez niewolnictwa i stanami niewolniczymi. Ponadto niewolnictwo miało być zakazane na części terytorium Luizjany. Wytyczono też linię, którą stanowił równoleżnik 36°30′ będący południową granicą Missouri. Na północ od tej linii niewolnictwo miało być zakazane z wyjątkiem właśnie Missouri.
Ekonomiści współcześni, tacy jak Daron Acemoglu, uważają, że gospodarki oparte na niewolnictwie były niewydolne i nieinnowacyjne, i zmierzały nieuchronnie ku kryzysowi politycznemu.

### Różnice społeczne i ekonomiczne

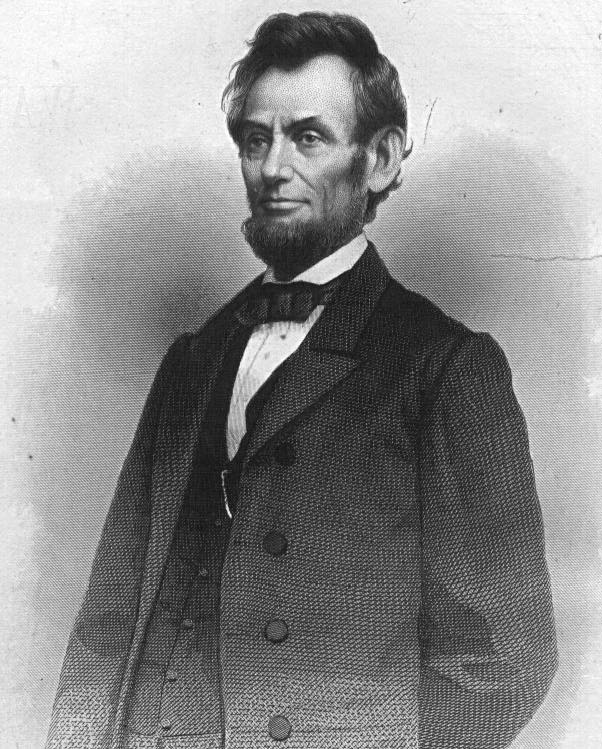
Abraham Lincoln – prezydent Unii (Stany Zjednoczone)

Na początku lat sześćdziesiątych XIX wieku północ i południe Stanów Zjednoczonych były dwoma całkowicie różnymi regionami. Różne poglądy na politykę, ekonomię i sprawy społeczne miały swój początek jeszcze w czasach kolonialnych, a z biegiem czasu różnice te coraz bardziej przybierały na sile. Choć dzięki licznym kompromisom udawało się utrzymać Unię jako całość przez wiele lat, w roku 1860 nastroje w obu częściach kraju były bardzo gorące. Podgrzały je jeszcze wybory prezydenckie, w których zwyciężyła partia republikańska i Abraham Lincoln, którego południowcy postrzegali jako liberała i zagrożenie dla niewolnictwa. Mimo iż jego wypowiedzi były bardzo wyważone, nawet konserwatywne, i nie opowiadał się on do tej pory za zniesieniem niewolnictwa, to wybuch konfliktu wisiał na włosku.
W pierwszej połowie XIX wieku różnice ekonomiczne pomiędzy regionami jeszcze bardziej się pogłębiały. Bawełna (obok tytoniu, ryżu, cukru i konopi) była głównym produktem południa i stanowiła 57% eksportu USA. Dochodowość uprawy bawełny dopełniła zależności południa od systemu plantacyjnego i jego istotnego składnika, jakim było niewolnictwo.
Północ była natomiast obszarem wysoce uprzemysłowionym. Istniało duże zapotrzebowanie na pracowników, ponieważ przemysł potrzebował wykwalifikowanej siły roboczej, której niewolnicy jednak nie stanowili. Zachęcano więc do imigracji Europejczyków, którzy chętnie z tej okazji korzystali i przyczyniali się do rozwoju tej części kraju. Imigracja do stanów południowych miała natomiast bardzo ograniczony charakter. Śladem półtajnej partii „Know Nothing” – istniały tu bardzo silne nastroje antyimigranckie, skierowane przeciw katolikom (głównie Irlandczykom) oraz Żydom.
Najistotniejszy czynnik różniący wiązał się jednak ze stopniem industrializacji, a wyrażał się w strukturze społecznej mieszkańców obu regionów. Społeczeństwo południa pozostało w większości bardzo konserwatywne, na północy natomiast dominowały nowe idee liberalne i kapitalistyczne. To właśnie w stopniu industrializacji leżały przyczyny konfliktu. Północ, choć była zdecydowanie lepiej rozwinięta gospodarczo, niż południe, odstawała jednak pod tym względem od Europy. Stąd wprowadzano cła zaporowe, aby chronić swój rozwijający się przemysł przed konkurencją lepszych i tańszych wyrobów europejskich. Wprowadzane w odwecie przez kraje europejskie cła uderzały w gospodarkę południa, uzależnioną od eksportu bawełny. Ponadto polityka celna Waszyngtonu uniemożliwiała południu import towarów przemysłowych. Nieprzypadkowo więc w konstytucji konfederackiej zapisane zostały sprawy ceł, co było ewenementem na skalę światową.
Konflikt o cła nie był jednak sam w sobie przyczyną wojny. Miał on miejsce głównie w latach 1830. Bezpośrednio przed elekcją Lincolna władzę sprawował prezydent Franklin Pierce, reprezentujący południowych Demokratów. Pierce znacząco obniżył cła, co w dużym stopniu przyczyniło się do wywołania ogólnokrajowego kryzysu gospodarczego w 1857 r. i wzrostu popularności Republikanów. W okresie poprzedzającym wybuch wojny kwestie ceł nie były praktycznie poruszane, natomiast temat niewolnictwa dominował w wystąpieniach i debatach publicznych, oraz w stanowych deklaracjach secesji.
Ogólne rozbieżności gospodarcze pomiędzy Północą a Południem również nie są uważane za wiodącą przyczynę wybuchu wojny. Słowami historyka Kennetha Stamppa: „Aktualnie, większość historyków nie dostrzega przekonujących przyczyn, dla których różnice gospodarcze między Północą a Południem miałyby prowadzić aż do podziału i wojny domowej; wprost przeciwnie, zauważa się, że oba regiony, ze względu na ich uzupełniający się charakter, powinny były raczej uważać wzajemny związek za mimo wszystko obustronnie korzystny”.

### Separatyzm
W początkowym okresie istnienia Stanów Zjednoczonych wierność własnemu stanowi była ważniejsza niż wierność państwu, czyli Unii. Nowojorczyk czy mieszkaniec Wirginii utożsamiał się ze swoim stanem tak, jak Europejczycy ze swoimi państwami narodowymi. Unia była tylko dobrowolnym zrzeszeniem suwerennych stanów dopóty, dopóki służyła realizacji partykularnych interesów stanowych. W tym okresie ani północ, ani południe nie uważały Unii za coś stałego czy niezmiennego. Na przykład w Nowej Anglii istniało stronnictwo popierające odłączenie się od reszty kraju podczas wojny z Wielką Brytanią w roku 1812, ponieważ – w przeciwieństwie do reszty kraju – z Wielką Brytanią łączyły ją bardzo mocne więzy gospodarcze i wojna była dla niej szkodliwa.
Północ uważała, że potrzebuje silnego i scentralizowanego rządu, aby rozwijać infrastrukturę, chronić handel i swoje interesy handlowe. Południe natomiast było mniej zależne niż reszta kraju od rządu federalnego i dlatego południowcy nie czuli potrzeby jego wzmacniania. Ponadto obawiali się, że rząd federalny z silnymi uprawnieniami będzie ingerował bardziej w sprawy stanowe.
Możność dowolnego interpretowania jedności Unii wynikała bezpośrednio z tekstu konstytucji, według której Unia była dobrowolnym związkiem państw, dotychczas suwerennych. Warunkiem należenia do niej było jednak uznanie, że suwerenność spoczywa w całym narodzie amerykańskim, działającym bezpośrednio, a nie poprzez stany. Ten paradoks prawny był – aż po lata sześćdziesiąte XIX wieku – źródłem sporów interpretacyjnych. Stanowił kompromisowy zapis, zachowujący federacyjną budowę USA, ale odmawiający częściom składowym prawa zerwania raz zawartej unii bez zgody całego narodu. W tym sensie rację miały zarówno stany południa, występujące z Unii, jak i władze tejże Unii, odmawiając im prawa do secesji.
Dotychczasowi przyjaciele, a obecnie wrogowie, byli sąsiadami, często nawet krewnymi. Różnica polegała na tym, że większość żołnierzy Konfederacji pochodziła ze wsi, umiała więc jeździć konno i posługiwać się bronią palną, podczas gdy Jankesi wywodzili się w większości z robotniczych dzielnic wielkich miast; częstokroć byli niedawno przybyłymi imigrantami, zupełnie nieobeznanymi z warunkami pola walki i walce tej w większości niechętnymi.

## Wczesne próby secesji
W 1832 konwencja Karoliny Południowej „anulowała” taryfy celne wprowadzone przez administrację Andrew Jacksona oświadczając, że jeśli Waszyngton będzie próbował wprowadzić taryfy siłą, to wówczas stan ogłosi secesję. Kongres uchwalił „Force Bill” (2 marca 1833), upoważniający prezydenta do zaprowadzenia porządku przy użyciu siły zbrojnej. Pozbawiona poparcia ze strony innych stanów Karolina Południowa postanowiła „powrócić” do Unii, legislatura stanowa „anulowała” krwawe prawo („Bloody Bill”), jak nazwano w Karolinie postanowienia Kongresu o egzekwowaniu prawa siłą. 1 maja 1833 prezydent Jackson napisał cła były tylko pretekstem, lecz wystąpienie z Unii i Konfederacja Południa są prawdziwym celem, następnym razem będzie to sprawa Murzynów albo niewolnictwa.
W sierpniu 1846 r. po rozpoczęciu wojny z Meksykiem poseł z Pensylwanii, David Wilmot, zgłosił klauzulę do rozpatrywanego wówczas w Izbie Reprezentantów wniosku prezydenta Jamesa Polka o uchwalenie funduszu na zakup terytorium od Meksyku. Klauzula ta głosiła, że na terytorium nabytym od Meksyku nie będzie istniało ani niewolnictwo, ani przymusowa służba. Klauzula Wilmota stała się wkrótce tak popularna na Północy, że potwierdziły ją w swych uchwałach prawie wszystkie północne legislatury. Na Południu klauzulę przyjęto z wielkim oburzeniem jako wyzwanie i podjęto liczne potępiające ją uchwały. Senator Butler z Karoliny Płd. nazwał klauzulę zdradą konstytucji, a John C. Calhoun oświadczył, że Południe raczej wystąpi z Unii niż uzna takie postanowienie. Odmówił przy tym Kongresowi prawa decydowania w sprawie niewolnictwa w nowo nabytych terytoriach. Klauzula po przyjęciu przez Izbę została odrzucona przez Senat. W odezwie z 1847 skierowanej do ludności Południa, Calhoun domagał się uchwalenia konkretnych postanowień, zmierzających do secesji Południa w przypadku, gdyby Północ rzeczywiście przeprowadziła zakaz niewolnictwa w terytoriach. Stany Missisipi i Karolina Płd. wypowiedziały się za zwołaniem specjalnej konwencji całego Południa dla powzięcia ewentualnej decyzji secesji. Konwencję taką rzeczywiście zwołano do Nashville w Tennessee na czerwiec 1850 r. Debata w Kongresie w 1850 przebiegała burzliwie, Calhoun domagał się w drodze niesprecyzowanej bliżej poprawki do Konstytucji przywrócenia równowagi jakoby zakłóconej na skutek przyjęcia Kalifornii jako stanu wolnego, oraz zaprzestania propagandy abolicjonizmu, grożąc secesją. Śmierć Calhouna a wkrótce potem prezydenta Taylora (który sam będąc Południowcem groził użyciem siły przeciw secesji) odwlekła groźbę wojny, ustalone w drodze kompromisu ustawy (nowo przyjmowane stany miały same decydować o wprowadzeniu lub zakazaniu niewolnictwa) podpisał dotychczasowy wiceprezydent, Millard Fillmore. Konwencja w Nashville uznała kompromis mimo protestów skrajnych działaczy.
W 1854 doszło w Kansas do lokalnej wojny domowej pomiędzy zwolennikami i przeciwnikami niewolnictwa.

## Wystąpienie Karoliny Południowej z Unii

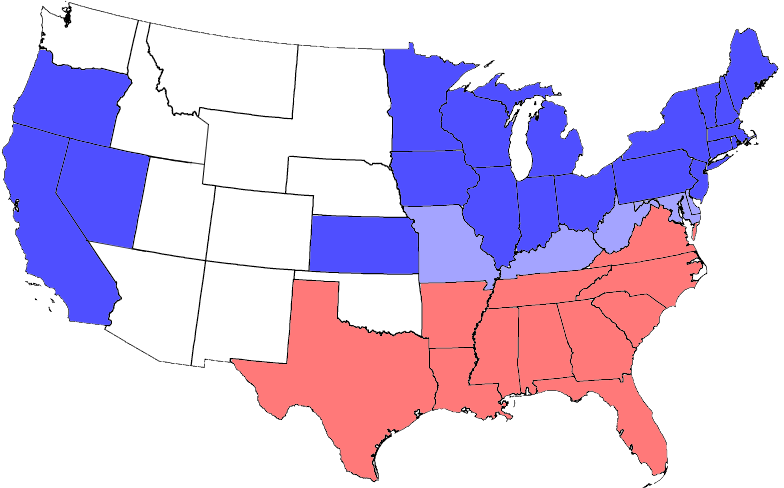
Czerwień – stany Konfederacji; błękit – stany Unii; jasny błękit – stany Unii, w których legalne niewolnictwo trwało do końca wojny; biel – terytoria zorganizowane.

Podczas kampanii prezydenckiej roku 1860 wielu polityków z południa groziło, że jeżeli Lincoln zostanie wybrany na prezydenta, ich stany wystąpią z Unii. Lincoln był uważany przez nich za wielkiego przeciwnika niewolnictwa, chociaż w rzeczywistości do tej pory nie wypowiadał się za jego zniesieniem. Tylko nieliczne osoby z północy wierzyły w te groźby. Miesiąc przed wyborami gubernator Karoliny Południowej napisał do tzw. „stanów bawełnianych” z wyjątkiem Teksasu, że jego stan wystąpi z Unii w wypadku, gdyby Lincoln rzeczywiście został wybrany, i zwrócił się do nich z zapytaniem, jaka będzie ich reakcja na taki obrót sprawy.
Jak tylko okazało się, że Lincoln na pewno wygrał wybory, władze ustawodawcze Karoliny Południowej zwołały specjalne zebranie. Odbyło się ono 17 grudnia 1860 roku w Charleston. Trzy dni później konwencja jednogłośnie uchwaliła, że unia pomiędzy Karoliną Południową a Stanami Zjednoczonymi przestaje istnieć. Podobne konwencje odbyły się w innych stanach południa na początku roku 1861 i one również zaowocowały uchwałami o zniesieniu unii pomiędzy ich stanami. Były to: Missisipi (9 stycznia); Floryda (10 stycznia); Alabama (11 stycznia); Georgia (19 stycznia); Luizjana (26 stycznia) i Teksas (1 lutego).
Zgłoszony 2 marca 1861 w celu powstrzymania secesji projekt Poprawki do Konstytucji zabraniający dokonywania poprawek uprawniających Kongres do likwidacji lub ograniczania stanowych przepisów o pracy lub służbie zatwierdziły Ohio 13 maja 1861, Maryland 10 stycznia i Illinois 14 lutego 1862.
W kwietniu Lincoln wezwał stany do powołania milicji lokalnych w celu stłumienia secesji. Stany graniczne, które wahały się, czy należy pozostać w Unii, czy też z niej wystąpić, odmówiły wykonania poleceń rządu federalnego i przyłączyły się do stanów, które już dokonały secesji. Były to Wirginia (17 kwietnia), Arkansas (6 maja), Karolina Północna (20 maja) i Tennessee (8 czerwca).

## Powstanie Konfederacji

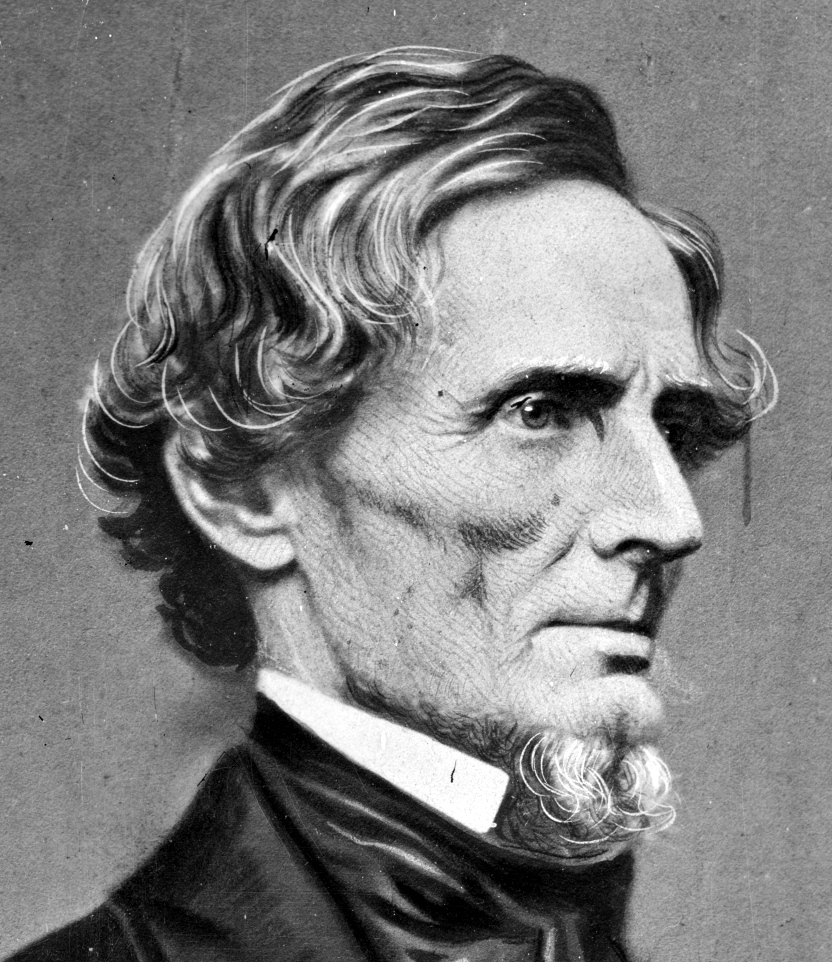
Jefferson Davis – prezydent Konfederacji

4 lutego 1861 delegaci pierwszych 6 stanów, które wystąpiły z Unii, spotkali się w miejscowości Montgomery w Alabamie, aby utworzyć tymczasowy rząd dla odłączonych od Unii terytoriów. Cztery dni później uchwalona została Konstytucja Skonfederowanych Stanów Ameryki, która w większości była oparta na dotychczasowej ustawie zasadniczej z 17 września 1787, ze zmianami wynikającymi głównie z zaznaczenia nienaruszalności niewolnictwa. 9 lutego Tymczasowy Kongres Konfederacji wybrał Jeffersona Davisa z Missisipi na tymczasowego prezydenta i Aleksandra H. Stephensa na tymczasowego wiceprezydenta. Mieli oni piastować swoje funkcje do lutego 1862. W listopadzie 1862 odbyły się wybory prezydenckie CSA. Obaj wygrali je i mieli rządzić sześć lat bez możliwości ubiegania się na drugą kadencję. Kiedy także Wirginia wystąpiła z Unii, stolicą Konfederacji stało się leżące tam miasto Richmond.
Abraham Lincoln został zaprzysiężony na prezydenta 4 marca 1861. W swojej mowie inauguracyjnej odniósł się m.in. do tego, że dzięki Konstytucji Unia jest bardziej pełna, lepiej funkcjonuje i – w przeciwieństwie do uchwalonych przed nią „Artykułów o Konfederacji i o Unii wieczystej” – jest wiążącą umową, a secesję nazwał „unikiem prawnym”. Powiedział także, że nie miał intencji, aby atakować stany południowe, ale nie zawaha się przed użyciem siły, jeżeli okaże się to konieczne dla utrzymania jedności Unii. Mowę zamknął prośbą o odbudowę nadwyrężonej Unii.
Na południu istniały także sfery niechętnie nastawione do secesji. Na przykład wschodnia część Tennessee opowiedziała się za pozostaniem w Unii. Hrabstwo Winston w Alabamie wydało uchwałę o odłączeniu się od stanu Alabama. Nadano mu popularną nazwę Republika Winstońska. Mianem tzw. „czerwonych sznurków” określano grupę wybitnych obywateli południa, którzy byli w obozie antysecesjonistycznym. Generalnie sprzeciw wobec oddzielenia zgłaszali mieszkańcy terenów górzystych, gdzie nie uprawiano bawełny i gdzie niewolników prawie nie było.

### Stany graniczne

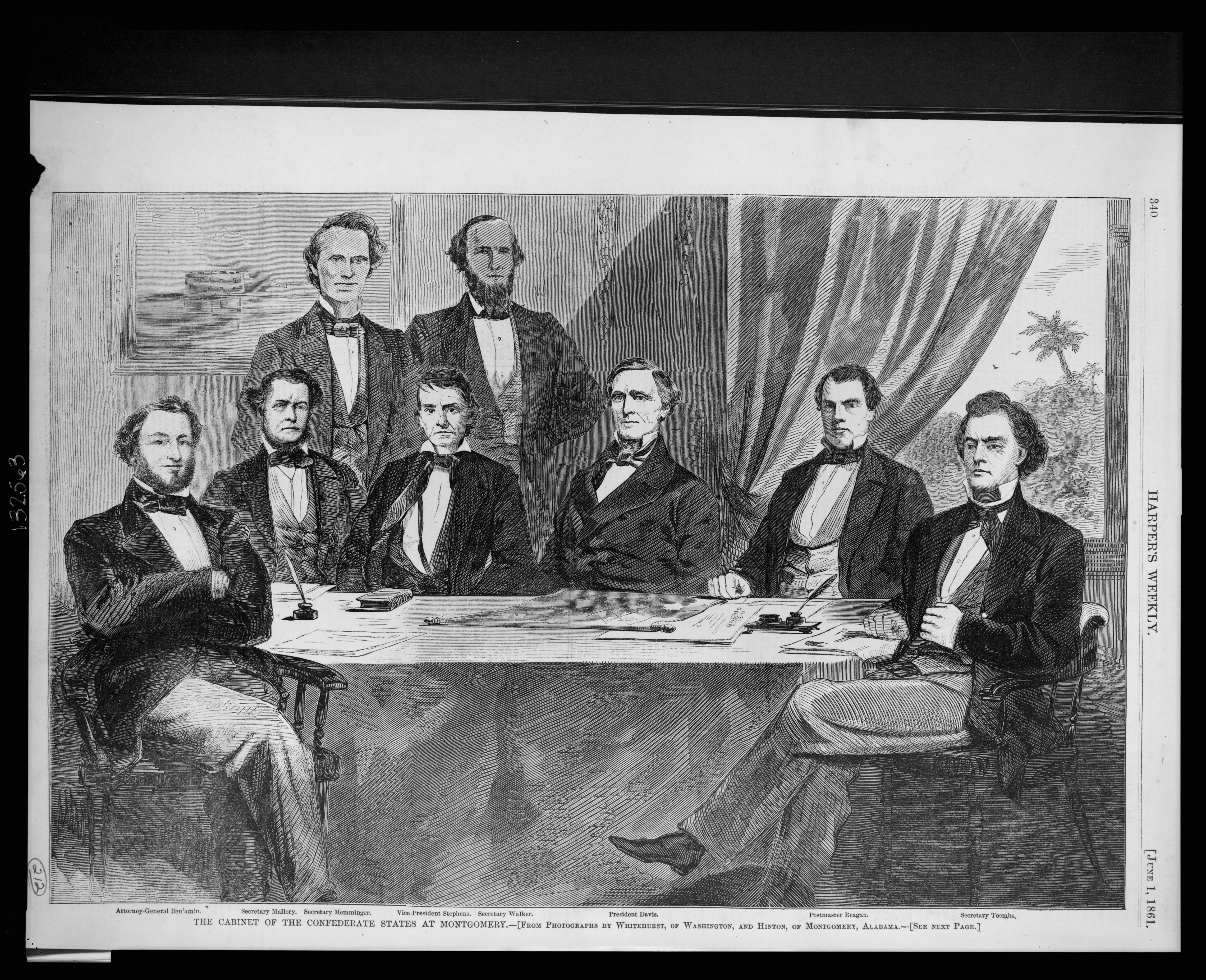
Gabinet Konfederacji: Jefferson Davis, Alexander Hamilton Stephens, Judah P. Benjamin, Stephen M. Mallory, John H. Reagan, Robert Toombs

W Kentucky sympatie były podzielone, w południowej części przeważali sympatycy Konfederacji, w północnej górą byli zwolennicy rządu federalnego. 15 kwietnia prezydent Lincoln zażądał od władz stanu powołania pod broń 4 regimentów w celu zdławienia zrywu stanów południowych. Gubernator Beriah Magoffin żądanie kategorycznie odrzucił. 20 maja Kentucky proklamowało neutralność. Jednak zarówno Północ, jak i Południe zdecydowane były zatrzymać Kentucky po swojej stronie. Działaniom wojskowym obu stron na terenie stanu towarzyszyły ruchy polityczne. 11 września zwolennicy Północy doprowadzili (ignorując veto gubernatora Maggofina) do otwartego zdeklarowania się stanu po stronie Unii. W odpowiedzi sympatycy Południa powołali własny rząd tymczasowy. 18 listopada konfederacka legislatura stanowa ogłosiła akt secesji. 10 grudnia 1861 roku, decyzją Kongresu Skonfederowanych Stanów Ameryki (CSA), Kentucky zostało oficjalnie przyjęte do Konfederacji jako 12 stan. Działania wojenne toczyły się jednak niepomyślnie dla Południa i wiosną 1862 stan był już całkowicie pod kontrolą wojsk Unii. Formalnie jednak obie strony uważały go za należący do ich terytorium, a pułki ochotników z Kentucky walczyły po obu stronach.
W Missouri ponad ⅔ ludności stanowili południowcy i z oczywistych względów sympatyzowali oni z CSA. Z drugiej strony mieszkali tam liczni cudzoziemscy emigranci, którzy popierali rząd federalny. Republikanie stanowili tu wyraźną mniejszość (w czasie wyborów Lincoln na 165 000 oddanych głosów otrzymał jedynie 17 165), jednak stanowili prężną, zwartą i fanatycznie oddaną Unii grupę, sprawnie kierowaną przez kongresmena Francisa P. Blaira młodszego. Ten ostatni szybko własnym kosztem wystawił 11 kompanii lojalistycznej milicji, złożonych wyłącznie z imigrantów niemieckich. Milicje te weszły w skład sił organizowanych przez sympatyków Unii, a dowodzonych przez kapitana Nathaniela Lyona. Siły te nie wahały się przed użyciem przemocy, czego efektem były śmierć lub rany kilkudziesięciu spośród protestujących cywilów, wzburzonych działaniami sił profederalnych (tzw. „Masakra w St. Louis” z 10-11 maja). Wstrząśnięta tymi wydarzeniami legislatura stanowa obradująca w Jefferson City upoważniła gubernatora Claiborna Jacksona do zwołania gwardii stanowej i przywrócenia porządku. 12 czerwca Jackson wydał proklamację, wzywającą mieszkańców do odparcia północnej agresji. Była ona całkowicie uzasadniona, gdyż Blair i Lyon wspierani przez posiłki z sąsiednich stanów północnych: Kansas, Illinois i Iowa podjęli kroki w celu opanowania całego terytorium Missouri. W wyniku kampanii rozgorzałej na terenie stanu, południowcy pod wodzą generałów Stirlinga Price’a i Bena McCullocha pokonali oddziały Północy 5 lipca pod Carthage i 10 sierpnia nad Wilson’s Creek. 31 października legislatura stanowa uchwaliła akt secesji, a 28 listopada Missouri zostało oficjalnie przyjęte jako trzynasty stan do Konfederacji.
Jeśli chodzi o ruchy polityczne unionistów, to 30 lipca w okupowanej stolicy stanu Jefferson City powołali oni ciało, które nazwali nową legislaturą stanową (prawowita legislatura stanu ewakuowała się wcześniej do Bonville, a następnie do Neosho, gdzie nastąpiło uchwalenie secesji). Jednak w marcu 1862 roku siły konfederatów poniosły klęskę w bitwie pod Pea Ridge. Od wiosny 1862 roku, podobnie jak sąsiednie Kentucky, Missouri było pod kontrolą Północy, jednak przez resztę wojny południowcy toczyli energiczną walkę partyzancką. Obie strony przez cały czas uważały stan za własny, podobnie jak w przypadku Kentucky.
W Maryland sytuacja była niepewna, a ewentualne jego dołączenie do Konfederacji miałoby opłakane skutki dla rządu federalnego, jako że wtedy Dystrykt Kolumbii wraz ze stolicą kraju stałby się enklawą w głębi wrogiego terytorium. Działania Lincolna były więc zdecydowane, większość członków władz została aresztowana, a „wybory” do nowej legislatury stanowej odbywały się w dość specyficznych warunkach. Urn wyborczych strzegli żandarmi federalni. Aresztowali oni wszystkich znanych stronników sprawy Konfederacji, którzy próbowali głosować. Ostatnim aktem starej legislatury była rezolucja określająca przymus jako akt sprzeczny z konstytucją i żądająca uznania niepodległości Południa.

## Początek wojny secesyjnej

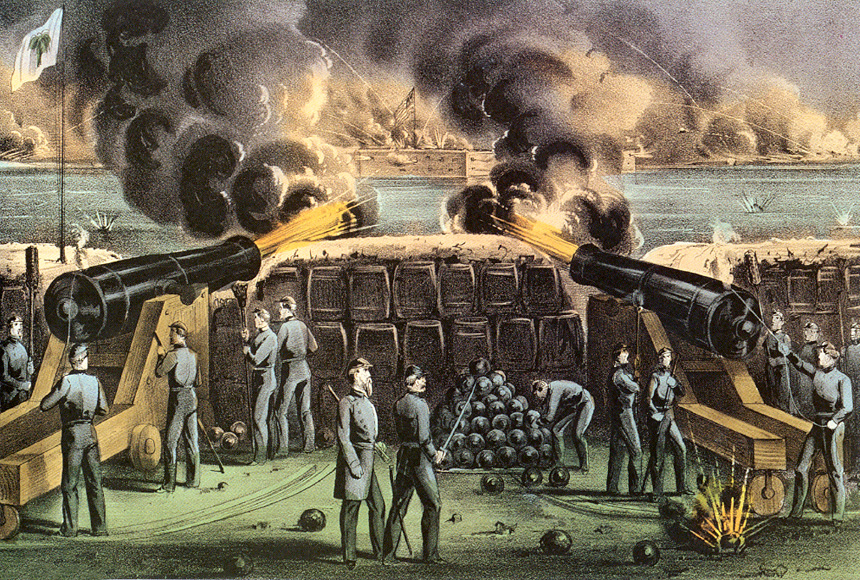
Ostrzeliwanie Fortu Sumter przez konfederatów

Pod koniec 1860 roku wybuch otwartego konfliktu był już tylko kwestią czasu. W styczniu 1861 roku prezydent James Buchanan polecił wysłać posiłki do Fortu Sumter, dowodzonego przez majora Roberta Andersona. „Gwiazda Zachodu” – statek na który załadowano zaopatrzenie dla Fortu Sumter – był nieuzbrojonym statkiem handlowym. Kiedy konfederackie baterie dział, znajdujące się w zatoce Charleston, ostrzelały go, statek odpłynął z powrotem. Lincoln podczas swojego pierwszego dnia urzędowania został poinformowany, że zapasy w oblężonej przez konfederatów twierdzy starczą jedynie na miesiąc. Jednak poddanie Fortu Sumter, który stał się teraz symbolem Unii, byłoby złamaniem przysięgi prezydenckiej. Z drugiej strony istniały bardzo nikłe szanse, że twierdzy uda się przyjść z odsieczą.
W początkach kwietnia Lincoln postanowił wysłać statki z zaopatrzeniem, ale miały one wyładować zapasy tylko wówczas, gdyby nie były atakowane. 6 kwietnia powiadomił on gubernatora Karoliny Południowej o krokach, które postanowił podjąć. Trzy dni później statki z zaopatrzeniem wyruszyły z Nowego Jorku.
11 kwietnia 1861, generał P.G.T. Beauregard dowodzący wojskami Konfederacji w Charleston, zwrócił się do dowódcy Fortu Sumter z ultimatum, żądając poddania twierdzy do godziny 4 rano następnego dnia. Anderson odmówił, ale brak zapasów zmusił go do zadeklarowania, że podda twierdzę 15 kwietnia. Beauregard uznał tę odpowiedź za niesatysfakcjonującą i 12 kwietnia o godzinie 4.30 nakazał rozpoczęcie ostrzału fortu.
Przez półtora dnia Anderson odpowiadał na ogień baterii konfederackich. Statki z zaopatrzeniem pojawiły się w zatoce, ale nie usiłowały nawet dobić do brzegu, ze względu na ostrzał nieprzyjacielski. Drugiego dnia, gdy fort uległ już bardzo ciężkim uszkodzeniom, Anderson skapitulował, przy czym załodze fortu pozwolono odmaszerować na północ. Mimo ciężkiego ostrzału artyleryjskiego, atak na fort nie przyniósł żadnych ofiar śmiertelnych wśród ludzi.

## Działania wojenne na wschodzie (1861–1863)

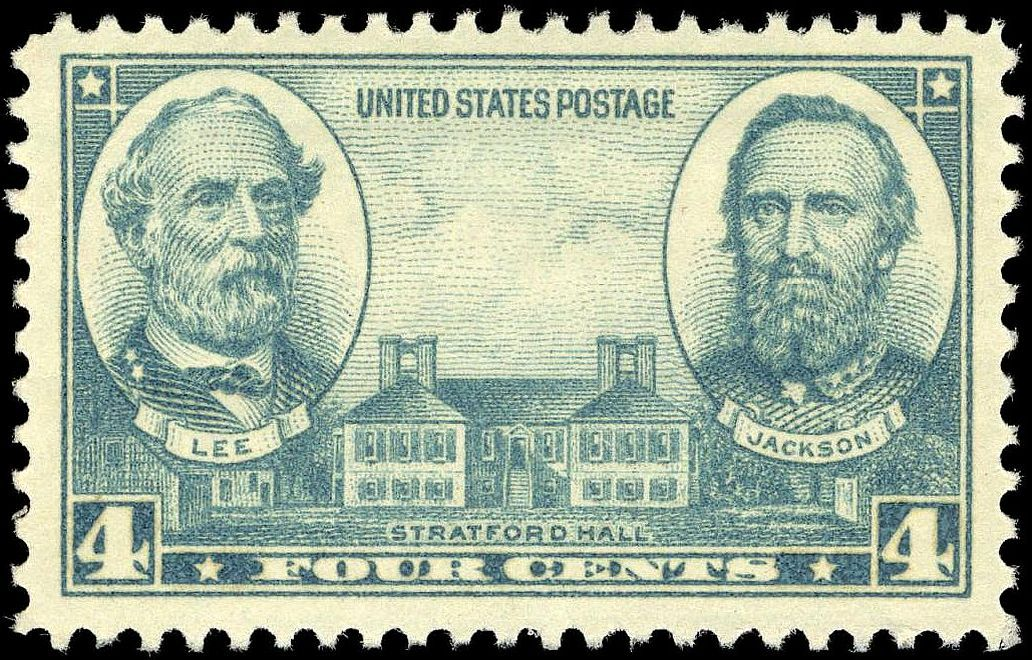
Znaczek pocztowy: generałowie Robert Lee (po lewej) oraz Thomas Jackson (po prawej) w środku Stratford Hall Plantation

Opór, jaki stawiły wojska Południa, okazał się wyjątkowo silny. Siły konfederackie pod dowództwem generałów Josepha Johnstona i P.G.T. Beauregarda znajdowały się wówczas w Manassas w Wirginii. W lipcu 1861 wojska Unii pod dowództwem generała majora Irvina McDowella zostały zatrzymane nad Bull Run, gdzie została stoczona pierwsza bitwa tej wojny. Wojska Północy poniosły tu sromotną klęskę i w popłochu wycofały się z powrotem do Waszyngtonu. To w tej bitwie Thomas Jackson otrzymał chlubny przydomek Stonewall, ponieważ jego oddziały były dla wojsk Unii jak kamienna ściana. Kongres Stanów Zjednoczonych w obawie, aby inne stany nie wystąpiły z Unii, wydał 25 lipca tzw. rezolucję Crittendena-Johnsona, która mówiła, że wojna toczy się w obronie istnienia Unii, a nie o zniesienie niewolnictwa.
Generał major George McClellan objął dowództwo Armii Potomaku 26 lipca (był głównodowodzącym wszystkich armii Unii; na tym stanowisku zastąpił go później generał major Henry W. Halleck). Dalsze akcje o większym znaczeniu były podejmowane na początku 1862 roku. Pod wpływem nalegań Lincolna, który żądał podjęcia działań ofensywnych, McClellan wkroczył wiosną do Wirginii przez półwysep Wirginia pomiędzy rzekami York i James, na południowy wschód od Richmond. Joseph Johnston powstrzymał jego postępy w bitwie pod Seven Pines, pomimo że armia Unii dotarła prawie do bram Richmondu.

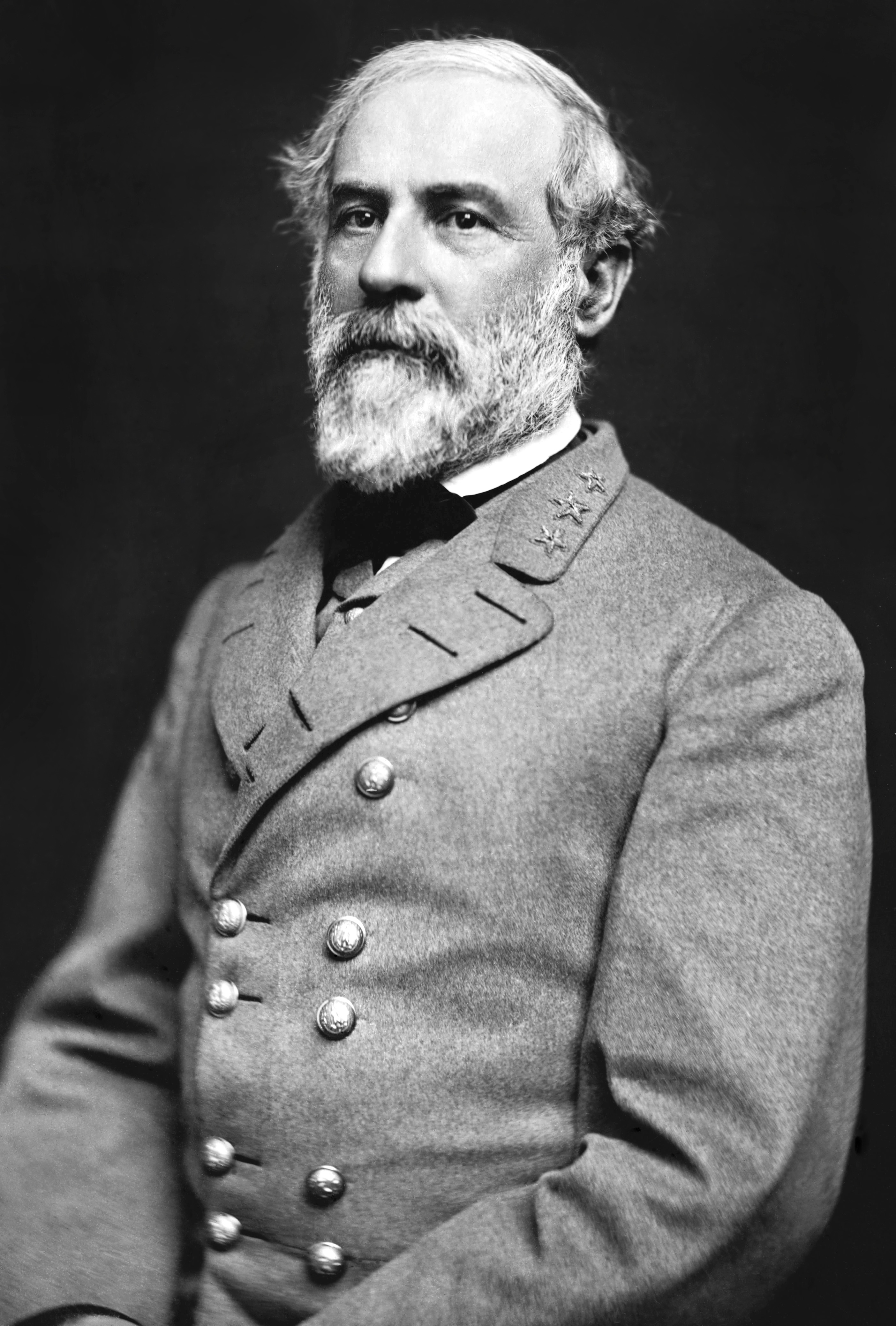
Robert Lee

Następnie Robert E. Lee pokonał McClellana w bitwie siedmiodniowej i zmusił go do odwrotu. McClellan, który stracił dużą część swoich wojsk, nie mógł przyjść na odsiecz drugiej armii Unii, dowodzonej przez Johna Pope’a, która poniosła porażkę w walce z wojskami konfederackimi dowodzonymi przez Roberta E. Lee w północnej Wirginii w II bitwie nad Bull Run w sierpniu 1862 roku.
Wzmocnieni drugą wygraną konfederaci zaatakowali północ 55-tysięczną Armią Północnej Wirginii pod dowództwem Lee. 5 września przekroczyli rzekę Potomak i dostali się do Marylandu. Lincoln polecił połączyć armię Pope’a z armią McClellana. Do starcia doszło 17 września 1862 roku nad rzeką Antietam w pobliżu Sharpsburga w stanie Maryland. Armia Lee poniosła porażkę, ale wycofała się z łatwością dzięki odwlekaniu decyzji ataku przez McClellana, który mógł zniszczyć armię konfederatów. Taktycznie bitwa była remisem. Strategicznie i politycznie była to klęska Konfederacji, ponieważ wojskom Unii udało się powstrzymać jej ofensywę, przekreślona została także nadzieja Południa na uznanie niepodległości przez Francję i Wielką Brytanię. Dzięki temu zwycięstwu Lincoln poczuł się mocniejszy i mógł ogłosić tzw. Proklamację Emancypacji.
Po błędach McClellana dowództwo po nim objął gen. Ambrose Burnside. Jednak świetnie dowodzone wojska konfederackie rozbiły wojska Unii w bitwie pod Fredericksburgiem 13 grudnia 1862; śmierć poniosło tam 1284 żołnierzy z północy (9600 odniosło rany, a 1769 uznano za zaginionych). Dowództwo przejął teraz gen. Joseph Hooker. Także i on nie okazał się zdolny do stawienia czoła generałowi Lee i choć posiadał przewagę liczebną w stosunku 2:1, został pokonany i upokorzony w bitwie pod Chancellorsville w maju 1863 roku. To spowodowało kolejną zmianę na stanowisku głównodowodzącego wojsk Unii, którym teraz został gen. George G. Meade.
Lee raz jeszcze podjął próbę opanowania północy, jednak został pokonany w najkrwawszej i największej bitwie wojny secesyjnej pod Gettysburgiem, która toczyła się w dniach od 1 do 3 lipca 1863. Bitwa ta okazała się punktem zwrotnym w całej wojnie, gdyż odtąd inicjatywę przejęły całkowicie wojska Unii. Armia Lee straciła 28 tys. ludzi – zabitych, rannych i wziętych do niewoli (Meade stracił 23 tys.), została zmuszona do odwrotu do Wirginii i już nigdy więcej nie zagroziła bezpośrednio Waszyngtonowi.

## Działania wojenne na zachodzie (1861–1863)

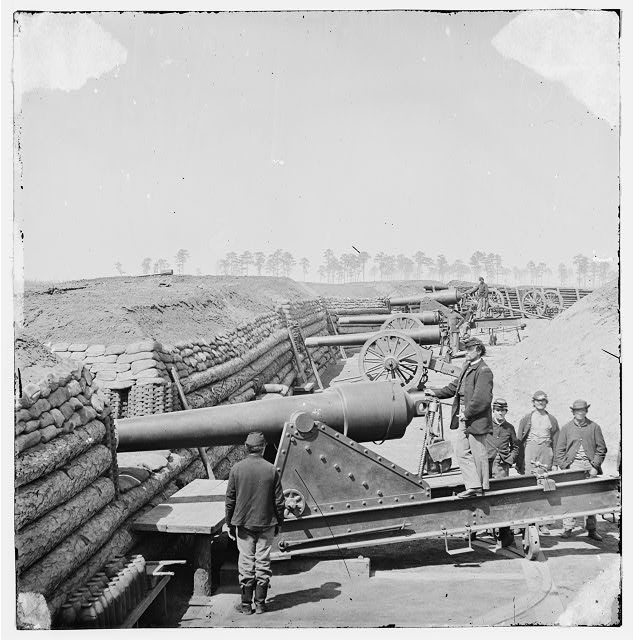
Ciężkie działa w Fort Brady

Podczas gdy armie konfederatów odnosiły na wschodzie zwycięstwa jedno za drugim, sytuacja na zachodzie była całkowicie odmienna. Konfederaci zostali wyparci z Missouri już na początku wojny w wyniku bitwy pod Pea Ridge. Najazd Leonidasa Polka na Kentucky we wrześniu 1861 roku zmusił mieszkańców, którzy poprzednio opowiadali się za neutralnością, do opowiedzenia się przeciw Konfederacji.
Po wkroczeniu sił Unii do Kentucky, w lutym 1862 roku wojska gen. Granta ruszyły na graniczący z nim od południa stan Tennessee. Jego stolica Nashville została zdobyta po zdobyciu Fortu Henry i bitwie o Fort Donelson. Na zachodnim teatrze działań istotne dla Unii było zdobycie panowania nad rzeką Missisipi, która oddzielała skonfederowane stany wschodnie od zachodnich stanów rolniczych i stanowiła naturalny i najlepszy układ komunikacyjny z południa na północ. Większa część Missisipi została otwarta dla Unii od północy wraz ze zdobyciem w kwietniu „wyspy numer 10” koło New Madrid. Nowy Orlean i część Luizjany wzdłuż Missisipi zdobyte zostały w maju 1862 roku od strony morza, co pozwoliło marynarce i wojskom Unii posuwać się w górę rzeki. W lipcu, po zdobyciu Memphis, okręty Unii zmierzające od góry i od dołu rzeki, spotkały się. Tylko ufortyfikowane miasto Vicksburg pozostawało niezdobyte i uniemożliwiało zapanowanie nad całym dorzeczem Missisipi (zobacz więcej: kampania na Missisipi). Drugi najazd konfederatów pod dowództwem Braxtona Bragga na Kentucky został odparty przez Don Carlosa Buella w krwawej bitwie pod Perryville w październiku.
Jedynym bezspornym zwycięstwem konfederatów na zachodzie była bitwa nad Chickamaugą w Georgii przy granicy z Tennessee, gdzie Bragg posiłkowany przez Jamesa Longstreeta pokonał Rosecransa pomimo bohaterskiej obrony George’a H. Thomasa i zmusił go do odwrotu do Chattanoogi, która została natychmiast przez Bragga oblężona.

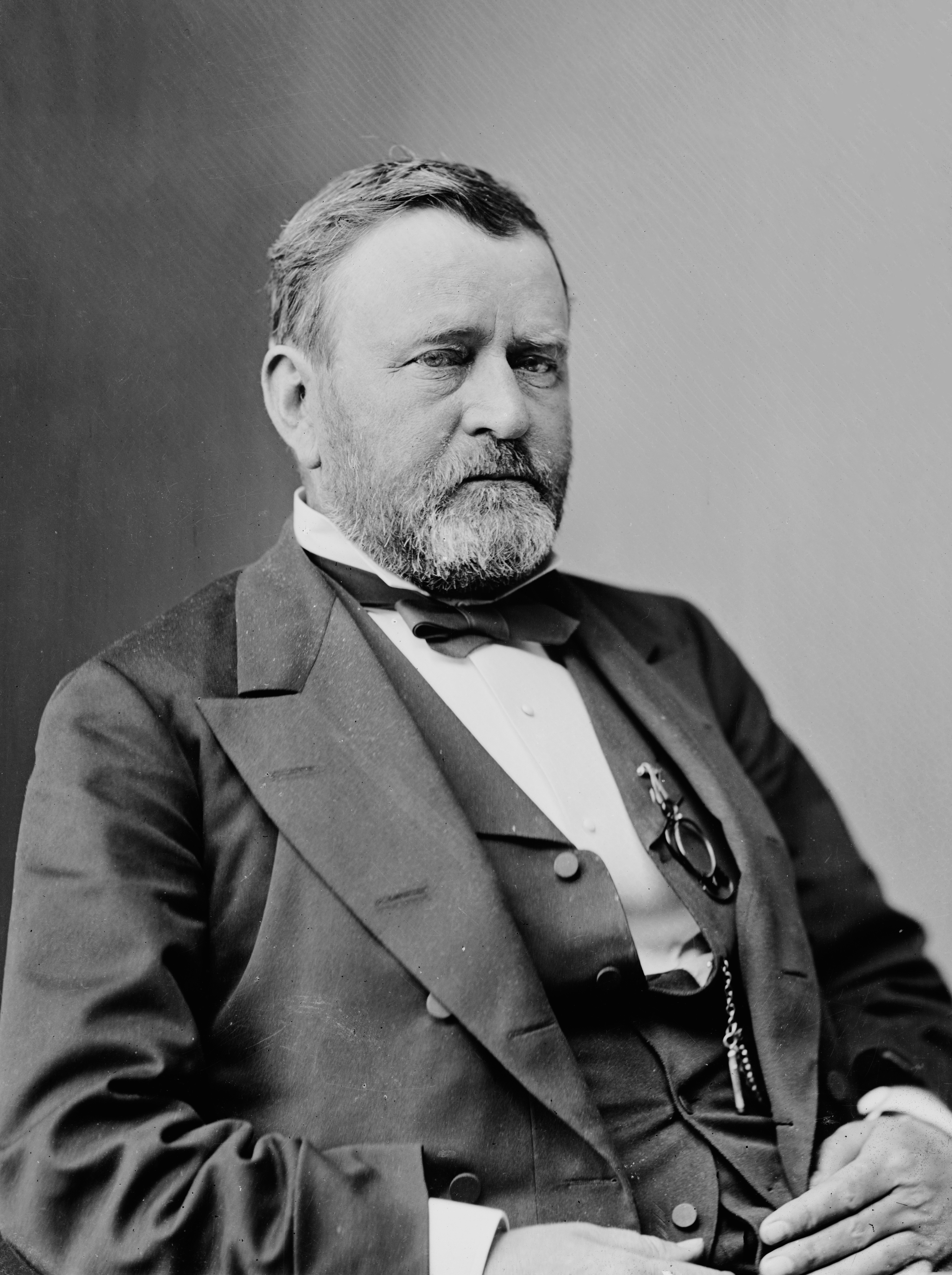
Ulysses S. Grant głównodowodzący wojskami Unii

Głównym sprawcą sukcesów wojsk Unii na zachodzie był gen. Ulysses S. Grant. Zwycięsko wychodził z wielu bitew. Zwyciężył pod Fortem Donelson, przejął kontrolę nad Tennessee i rzeką Cumberland. Opanował Shiloh, a następnie w lipcu 1863 zdobył Vicksburg. Pod Chattanoogą w Tennessee zmusił wojska konfederatów do opuszczenia tego stanu i otworzył tym samym drogę do Atlanty – serca Konfederacji.

## Nowy Meksyk i Arizona (1861–1865)

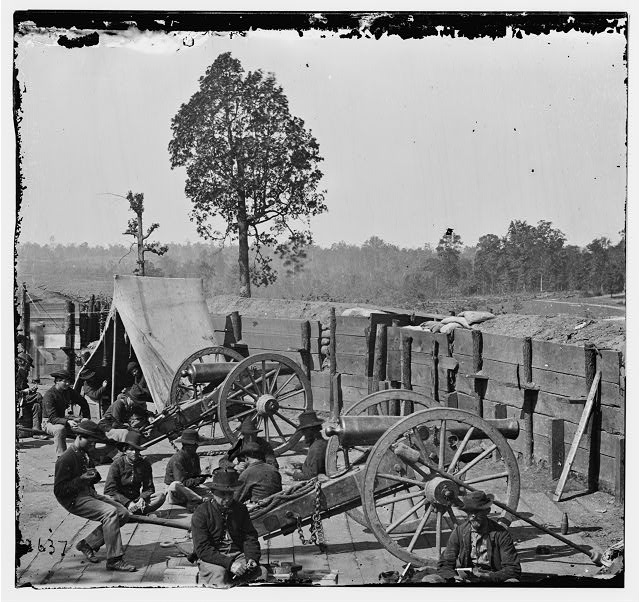
Żołnierze Unii w zdobytym forcie w Atlancie

W 1861 konfederaci przeprowadzili zakończoną sukcesem wyprawę na terytoriach dzisiejszych Arizony i Nowego Meksyku. Mieszkańcy południowej części tych terytoriów wezwali wojska konfederackie, aby pomogły im usunąć stacjonujące tam wojska Unii. Konfederackie Terytorium Arizony zostało ustanowione przez Johna Baylora po zwycięstwach w Mesilli, w Nowym Meksyku, i po wzięciu w niewolę kilku oddziałów wojsk północy. Jednak działania zmierzające do wyparcia wojsk Unii na północ nie powiodły się i konfederaci musieli zacząć się wycofywać z Arizony w 1862 roku, gdy przybyły posiłki z Kalifornii. Ochotnicy z Kalifornii, walczący po stronie Unii, usunęli pozostałe siły konfederatów z terytorium obecnej Arizony dzięki wygranej w bitwie nad przesmykiem Picacho.
Wojska Unii wielokrotnie próbowały przejąć kontrolę nad obszarem położonym nad Missisipi oraz nad Teksasem. Z portami na wschodzie, które zostały zablokowane przez marynarkę Unii, jedynym oknem na świat dla Konfederacji były porty Teksasu i Luizjany, dostępne jednak tylko dla szybkich łamaczy blokady (to tamtędy przechodziła bawełna do portu Matamoros w Meksyku, gdzie następnie była wymieniana na takie dobra, jak proch, broń czy inne artykuły przemysłowe, których brakowało na południu, a których w zamian za bawełnę dostarczała Europa). Jednak kolejne ataki wojsk Unii na Teksas kończyły się niepowodzeniami. Zwycięstwa konfederatów pod Galveston i Sabine Pass umożliwiły im dalsze utrzymanie newralgicznych portów. Szczególne znaczenie miała katastrofalna w skutkach dla Unii kampania na Rzece Czerwonej w zachodniej Luizjanie, łącznie z bitwą o Mansfield w kwietniu 1864 roku, która uniemożliwiła opanowanie regionu praktycznie aż do końca wojny. Tereny te, odizolowane od reszty kraju, były świadkiem walk jeszcze przez kilka miesięcy po poddaniu się Armii Północnej Wirginii, a więc głównych sił Konfederacji. Ostatnia bitwa na tym obszarze odbyła się pod Palmito Ranch w południowym Teksasie i paradoksalnie, mimo że Unia opanowała już prawie wszystkie południowe stany, została ona przez konfederatów wygrana.

## Koniec wojny (1864–1865)

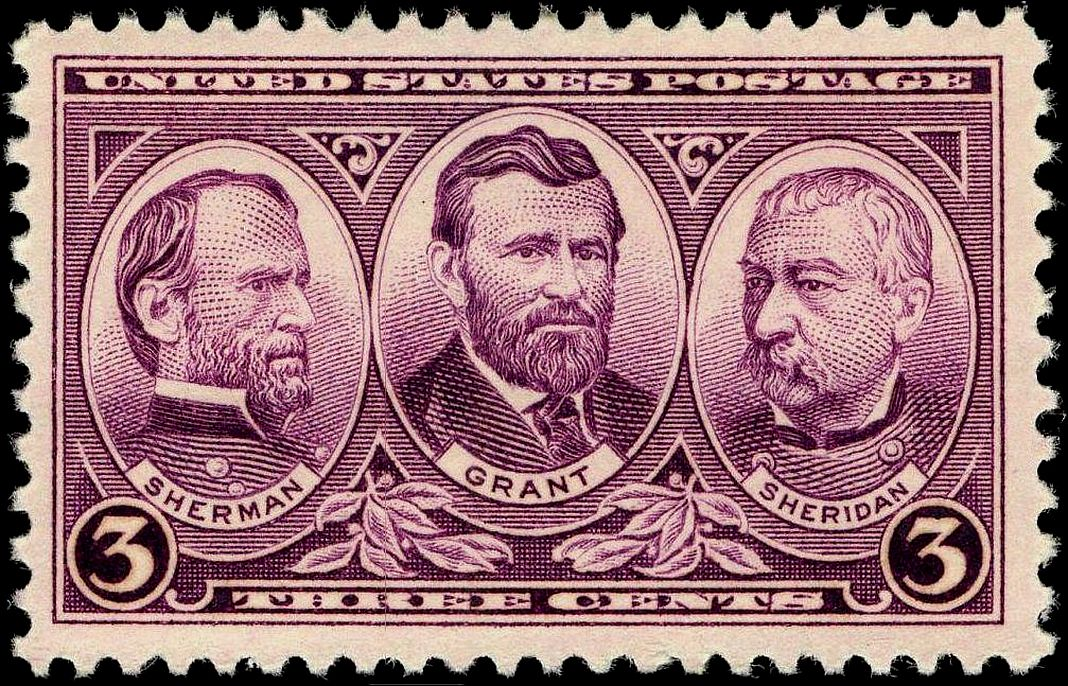
Znaczek pocztowy: Sherman, Grant i Sheridan

Na początku 1864 roku Grant został awansowany na stopień generała porucznika i oddano mu pod komendę wszystkie armie Unii. Na swoją kwaterę wybrał miejsce stacjonowania Armii Potomaku, jednak Meade pozostawał rzeczywistym dowódcą tej armii. Grant pozostawił gen. Williamowi Shermanowi dowództwo większości wojsk działających na zachodzie. Grant zrozumiał, że tocząca się wojna jest wojną totalną i wierzył, że z Lincolnem i Shermanem uda mu się pozbawić konfederatów zaplecza gospodarczego, ponieważ do tego zaczęły się teraz sprowadzać działania wojsk Unii. Aby zrealizować swój cel, zaczął stosować taktykę spalonej ziemi. Opracował plan, według którego skoordynowane ataki z kilku stron zostaną skierowane w serce Konfederacji. Grant, Meade i Butler mieli się posuwać w stronę wojsk Lee na Richmond; F. Singel miał zaatakować dolinę Shenandoah; William Sherman miał uderzyć na Georgię, pokonać Johnstona i zdobyć Atlantę; G. Crook i W. Averell mieli działać przeciwko zaopatrzeniowym liniom kolejowym w zachodniej Wirginii, a N. Banks miał uderzyć na Mobile i Alabamę.
W tym okresie siły Unii próbowały uchwycić kontakt z Lee i stoczyły kilka bitew. Próba uderzenia przez Butlera z południa nie powiodła się, a on sam znalazł się w pułapce w tzw. zakolu stu rzek. Grant dalej uparcie próbował zniszczyć Lee pomimo ogromnych strat (66 tys. ludzi w 6 tygodni) i ciągle deptał mu po piętach. Udało mu się osaczyć Lee pod Petersburgiem. Starcia te zamieniły się w wojnę pozycyjną z licznymi okopami i umocnieniami, a trwały ponad 9 miesięcy.

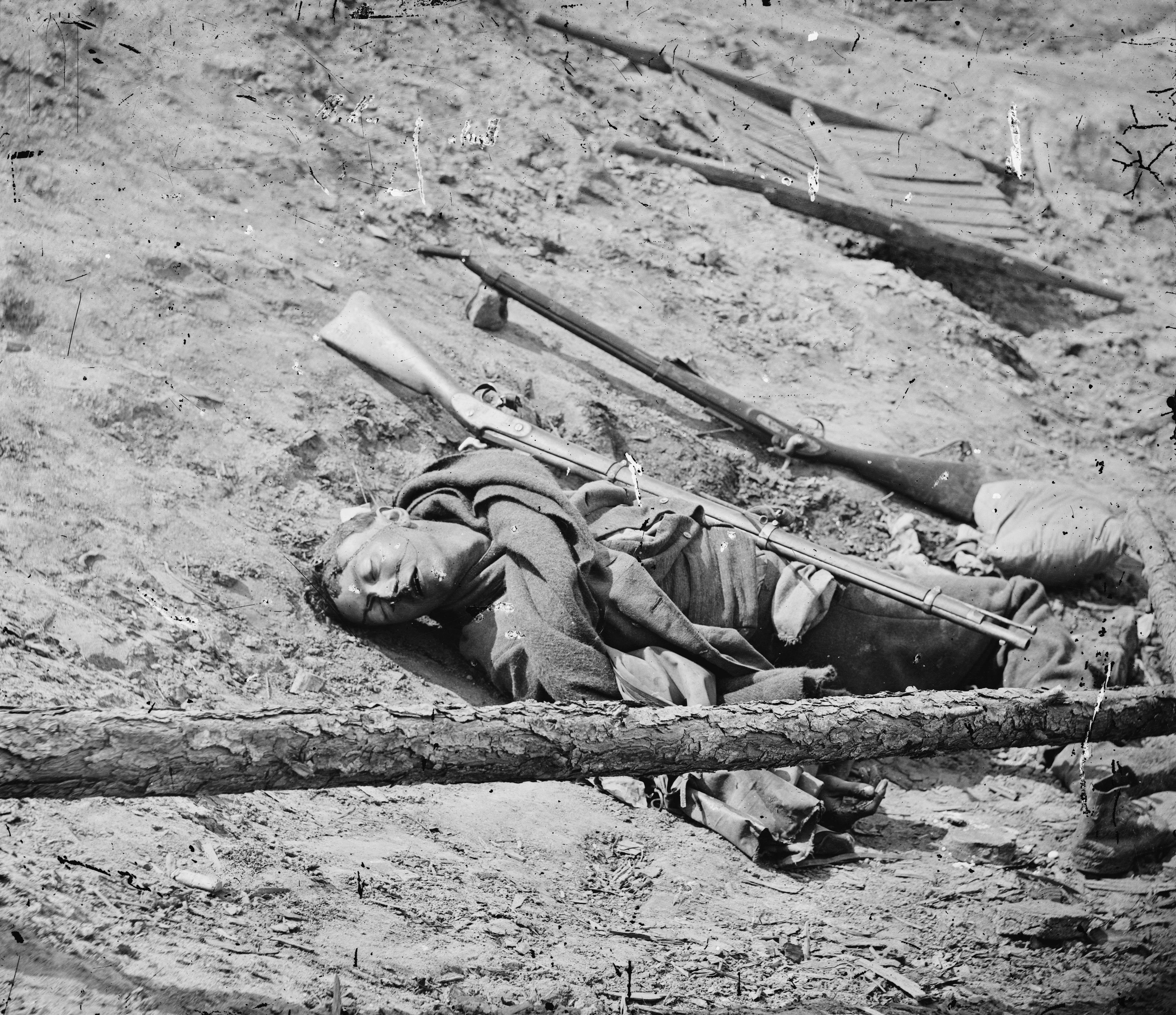
Żołnierz Konfederacji poległy w bitwie pod Petersburgiem w 1865

Po dwóch nieudanych próbach (pod Sigelem i Hunterem) osiągnięcia kluczowych punktów doliny Shenandoah, Grant w końcu znalazł odpowiedniego człowieka do wykonania tego zadania. Philip Sheridan okazał się wystarczająco agresywny, aby przeważyć szalę kampanii na korzyść Unii w 1864. Teraz najważniejszym zadaniem Sheridana było zniszczenie wojsk Jubala Early’ego, którego siły dotarły w pobliże Waszyngtonu. Musiał więc na razie przełożyć na później opanowanie doliny Shenandoah. Early został pokonany w serii kilku bitew, łącznie z ostatnią pod Cedar Creek. Następnie Sheridan kontynuował niszczenie bazy rolniczej i przemysłowej w dolinie Shenandoah, stosując taktykę spalonej ziemi, tak jak później robił to Sherman w Georgii.
W tym samym czasie Sherman posuwał się z Chattanoogi do Atlanty w Georgii. Pokonał Johnstona i Hooda i zdobył Atlantę. Upadek Atlanty okazał się znaczącym czynnikiem, który przyczynił się do reelekcji Lincolna. Opuszczając swoją bazę w Atlancie, Sherman kierował się w stronę wybrzeża, które osiągnął w grudniu 1864 w Savannah w Georgii. Po drodze palił miasta i plantacje, wyrzynał bydło, aby zapobiec zaopatrywaniu się w żywność wojsk konfederackich. Kiedy Sherman zawrócił na północ i maszerował przez Karolinę Południową i Północną, zbliżając się do konfederackich linii obrony w Wirginii, był to już koniec dla Lee i jego armii oraz dla Konfederacji.

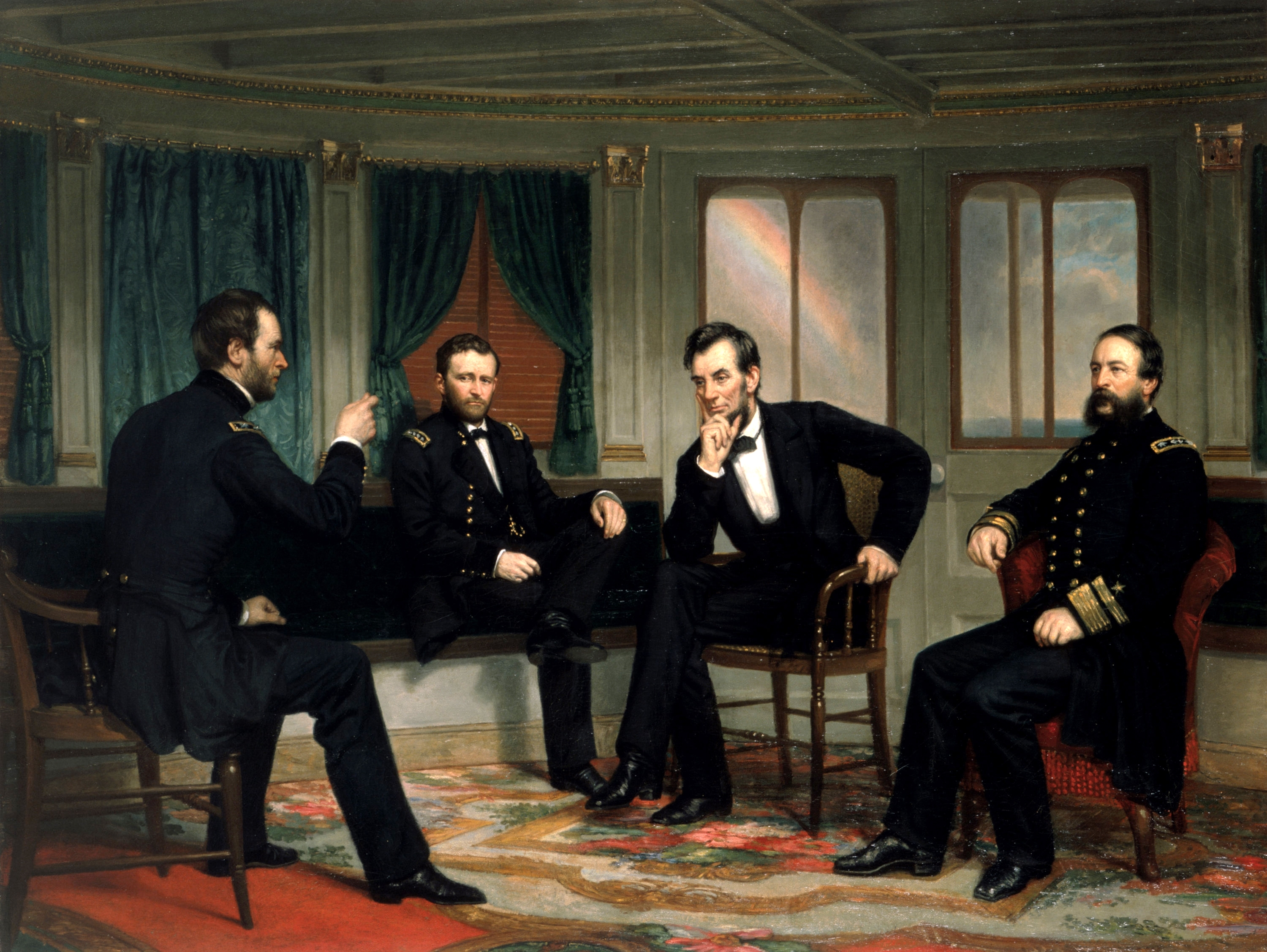
Znajdująca się w Białym Domu kopia zaginionego obrazu Peacemakers George’a Petera Healy’ego: Sherman, Grant, Lincoln i Porter na pokładzie statku River Queen w nocy 27 na 28 marca 1865

Lee próbował uciec z oblężonego Petersburga i połączyć się z Johnsonem w Karolinie Północnej, ale został odcięty przez Granta. Poddał swoją Armię Północnej Wirginii 9 kwietnia 1865 w Appomattox Court House. Johnston poddał się Shermanowi krótko potem, 13 maja 1865 na farmie w Durham w Karolinie Północnej. 26 maja 1865 skapitulowały siły gen. E. Kirby Smitha na zachód od Missisipi, przez co upadł ostatni zorganizowany ośrodek oporu Konfederacji. Ostatnie siły Konfederacji poddały się w Doaksville (Oklahoma) 23 czerwca 1865 (gen. Stand Watie). Ostatnie konfederackie okręty wojenne, prowadzące działania rajderskie, poddały się w końcu października 1865, a ich ostatnimi działaniami były ataki na statki wielorybnicze z Nowej Anglii w cieśninie Beringa, podejmowane przez CSS „Shenandoah” 28 czerwca 1865 roku. Działania ich były podstawą do tzw. roszczeń Alabamy.

## Działania wojenne morskie i rzeczne
Działania na morzu nie miały takich rozmiarów, jak działania lądowe, były to zaledwie mało znaczące epizody.
Większe znaczenie miały działania na rzekach, przede wszystkim na Missisipi, przekładające się bezpośrednio na możliwość działań wojsk lądowych i uzyskanie dróg komunikacji. Największe bitwy, to bitwa w zatoce Hampton Roads, bitwa pod Drewry’s Bluff, bitwa w zatoce Mobile, natomiast w trakcie kampanii na Missisipi – bitwy o forty Jackson i St. Philip, o „wyspę numer 10”, Fort Hindman i pod Memphis.
Z 42 okrętów znajdujących się w linii gdy Lincoln obejmował urząd większość patrolowała wody tysiące mil od wybrzeży Stanów Zjednoczonych. Wzdłuż wybrzeża do służby było gotowych mniej niż tuzin okrętów. Chociaż 373 spośród 1554 oficerów i nieco z 7600 marynarzy porzuciło służbę na rzecz służby dla Południa, to marynarka handlowa, z której marynarka wojenna miała czerpać doświadczonych oficerów i marynarzy była prawie całkowicie północna. Prawie cały potencjał budowy okrętów był skoncentrowany na Północy. W ciągu tygodnia od momentu, gdy 19 kwietnia Lincoln ogłosił blokadę konfederackich portów marynarka Unii zakupiła lub wyczarterowała dziesiątki statków handlowych, uzbroiła je i wysłała do służby blokadowej. Do końca 1861 r. ponad 260 okrętów było w służbie, a setka kolejnych (wliczając trzy eksperymentalne pancerniki parowe) w budowie.
Działania marynarki konfederackiej miały charakter bardzo ograniczony ze względu na szczupłość sił. Południe nie posiadało odpowiednich stoczni, z wyjątkiem zdobytego Norfolk, ani żadnego warsztatu, który mógłby zbudować flotę wojenną. Konfederaci posłali do boju pierwszy na świecie okręt podwodny, H.L. Hunley, który zatonął trzykrotnie podczas prób, pociągając za sobą każdorazowo całą załogę (w tym jego konstruktora, Horace Hunleya), zanim zatopił u wejścia do Charlestonu okręt blokady w 1864 r., samemu idąc na dno po raz czwarty i ostatni. W czerwcu 1861 r. Stephen Mallory zatwierdził przebudowanie na wpół spalonego U.S.S. Merrimack na pierwszy parowy pancernik Konfederacji przechrzczony na C.S.S. Virginia. Rajdery handlowe budowane w Wielkiej Brytanii stanowiły istotny element konfederackiej strategii morskiej. Konfederaci wysłali uzbrojone rajdery, aby przemierzały morza w poszukiwaniu północnych statków. Na początku Południe opierało się na kaprach. W 1861 r. Jefferson Davis zaproponował zwrócenie tej broni przeciwko Jankesom. 17 kwietnia Davis wydał pierwsze listy kaperskie każdemu Południowcowi, który posiadał statek i chciał zostać kaprem. Wkrótce około dwudziestu takich jednostek krążyło po morzu i do końca lipca zdobyły one dwa tuziny pryzów. Ich sukcesy były krótkotrwałe, gdyż blokada Unii utrudniała odprowadzanie pryzów do południowych portów, a neutralne kraje zamknęły przed nimi swoje porty. Konfederacja przerzuciła się więc na rajdery – okręty wojenne obsadzone personelem marynarki i przeznaczone do topienia, a nie chwytania nieprzyjacielskich statków. Przekształcenie kaperstwa w działania rajderów zaczęło się w czerwcu 1861 r., gdy pięciodziałowy slup parowy, C.S.S. Sumter, przerwał blokadę u ujścia Missisipi i ruszył na Atlantyk. Pomimo pomysłowości i innowacyjności konfederacka marynarka nigdy nie miała szansy przełamania dominacji marynarki Unii na pełnym morzu albo wzdłuż wybrzeży i rzek Południa.
Taki stan rzeczy trwał praktycznie przez cały okres wojny.

## Najważniejsze bitwy
Bitwy uporządkowane według wielkości strat – łącznie poległych, rannych, wziętych do niewoli lub zaginionych. Skróty: U – Unia, K – Konfederacja.
| Bitwa (Stan)                                  | Data                | Dowódca (Konfederacja)                   | Dowódca (Unia)       | Liczebność (Konfederacja) | Liczebność (Unia) | Zwycięzca | Straty                            |
| --------------------------------------------- | ------------------- | ---------------------------------------- | -------------------- | ------------------------- | ----------------- | --------- | --------------------------------- |
| Bitwa pod Gettysburgiem (Pensylwania)         | 1-3 lipca 1863      | Robert E. Lee                            | George G. Meade      | 75 000                    | 82 289            | Unia      | 51 tys. U: 23 tys. K: 28 tys.     |
| Bitwa nad Chickamaugą (Georgia)               | 19-20 września 1863 | Braxton Bragg                            | William Rosecrans    | 66 326                    | 58 222            | Konf.     | 34,6 tys. U: 16 tys. K: 18,4 tys. |
| Bitwa pod Chancellorsville (Wirginia)         | 1-4 maja 1863       | Robert E. Lee                            | Joseph Hooker        | 60 892                    | 133 868           | Konf.     | 30 tys. U: 17 tys. K: 12 tys.     |
| Bitwa pod Spotsylvania Court House (Wirginia) | 8-19 maja 1864      | Robert E. Lee                            | Ulysses S. Grant     | 50 000                    | 83 000            | Brak      | 27 tys. U: 18 tys. K: 9 tys.      |
| Bitwa nad Antietam (Maryland)                 | 17 września 1862    | Robert E. Lee                            | George McClellan     | 51 844                    | 75 316            | Unia      | 26 tys. U: 12 tys. K: 13 tys.     |
| Bitwa w dziczy (Wirginia)                     | 5-7 maja 1864       | Robert E. Lee                            | Ulysses S. Grant     | 61 025                    | 101 895           | Brak      | 25 tys. U: 17 tys. K: 7 tys.      |
| II bitwa nad Bull Run (Wirginia)              | 29-30 sierpnia 1862 | Robert E. Lee                            | John Pope            | 48 527                    | 75 696            | Konf.     | 25 tys. U: 16 tys. K: 9 tys.      |
| Bitwa nad Stones River (Tennessee)            | 31 grudnia 1862     | Braxton Bragg                            | William S. Rosecrans | 37 739                    | 41 400            | Unia      | 24 tys. U: 12 tys. K: 11 tys.     |
| Bitwa pod Shiloh (Tennessee)                  | 6-7 kwietnia 1862   | Albert Sidney Johnston P.G.T. Beauregard | Ulysses S. Grant     | 40 335                    | 62 682            | Unia      | 23 tys. U: 13 tys. K: 10 tys.     |
| Bitwa o Fort Donelson (Tennessee)             | 13-16 lutego 1862   | John B. Floyd Simon B. Buckner           | Ulysses S. Grant     | 21 000                    | 27 000            | Unia      | 4 tys. U: 2 tys. K: 2 tys.        |

## Straty
W wojnie wzięło udział około 2 100 000 żołnierzy z Północy i 1 064 000 z Południa, a zazwyczaj przyjmowana liczba żołnierzy, którzy zginęli, to około 620 tysięcy (~360 tys. Unia, ~260 tys. Konfederacja). Często podawaną liczbą ofiar śmiertelnych jest 618 222. Opracowana w 2012 analiza statystyczna spisów z lat 1850–1880 wskazuje, że w rzeczywistości mogło być znacznie więcej ofiar śmiertelnych, obecnie liczba ta szacowana jest na pomiędzy 617 877 a 851 066 żołnierzy.
Na południu walczyło ok. 77% ogółu białej, męskiej, zdolnej do noszenia broni populacji (mężczyźni między 15. a 60. rokiem życia).
Nowe technologie, które zaowocowały wprowadzeniem broni odtylcowej, a nawet powtarzalnej, przyczyniały się do wzrostu liczby ofiar wojny; dodatkowo około dwukrotnie więcej żołnierzy zmarło z powodu chorób, niż zginęło na polu walki. Naczelny lekarz Unii, William A. Hammond, uznał wojnę secesyjną za „walczoną u końca medycznego średniowiecza”, bowiem w roku 1865 śmiertelność z powodu dyzenterii, tyfusu i malarii stanowiła 995 na każdy tysiąc przypadków.

## Polacy w wojnie secesyjnej

Generał brygady Włodzimierz Krzyżanowski

Kiedy wojna secesyjna się zaczęła, w Stanach Zjednoczonych przebywało około 30 tysięcy Polaków. Około 4 tysięcy służyło w armii Unii, 166 z nich miało stopnie oficerskie. Szacuje się, że około 500 Polaków walczyło po stronie Konfederacji.
Włodzimierz Krzyżanowski był dowódcą Legionu Polskiego i zyskał za swoją służbę wyrazy uznania. Na początku zgłosił się do wojska jako szeregowy. Później spełniał już poważniejszą rolę przy rekrutacji małego oddziału, znanego jako Kompania Krzyżanowskiego, następnie został awansowany do rangi majora. W 1861 sekretarz wojny Cameron zlecił mu sformowanie oddziałów polskich z osób narodowości polskiej, zamieszkujących Unię. Krzyżanowskiemu udało się znaleźć 400 mężczyzn, z których utworzono regiment o nazwie „United States Rifles”. Początkowo jednostka ta operowała jako niezależna i ochotnicza część armii Unii. Później została scalona ze strzelcami Morgana, a ostatecznie został z niej uformowany 58. pułk nowojorski. Nazywano ją Legionem Polskim, ponieważ większość jego żołnierzy była potomkami polskich imigrantów.
Kiedy 8 czerwca 1862 oddziały Konfederacji gen. Thomasa Jacksona zaatakowały gen. Fremonta pod Cross Keys, regiment Krzyżanowskiego został użyty do wsparcia gen. Juliusa Stahela. Udało im się zapobiec zniszczeniu armii Fremonta wraz z innymi oddziałami Stahela. Później w tym samym roku Krzyżanowski został dowódcą drugiej brygady, która była częścią trzeciej dywizji, a składała się z piechoty i artylerii. Brała ona udział w bitwach pod Sulpher Springs, Waterloo Springs i Govenon. Dywizja Krzyżanowskiego walczyła także w I bitwie nad Bull Run. Lincoln przedstawił go do awansu na stopień generała brygadiera, ale Kongres nie spełnił jego prośby.
W 1861 podejmowano próby utworzenia jednostek polskich na południu. Jednak w przeciwieństwie do północy Polacy byli tam raczej nieliczni. Pewna ich liczba weszła w skład 14. i 15. pułku z Luizjany. W lutym 1863 oficer wojsk Unii w Camp Butler (Illinois) donosił, że wśród jeńców konfederackich jest wielu Polaków z Teksasu, którzy zostali siłą wcieleni do oddziałów Południa i zgadzali się przejść na stronę Unii.
Walerian Sułakowski, który wcześniej był oficerem w armii austriackiej, został pułkownikiem 14. pułku piechoty z Luizjany w 1861. W 1863 został inżynierem naczelnym na obszar Teksasu. Zaproponował Konfederacji rekrutację od 12 do 15 tys. Polaków spośród emigracji polskiej na zachodzie. We wrześniu 1864 sekretarz stanu Konfederacji Judah P. Benjamin zgodził się na plan Sułakowskiego oraz zapewnił, że znajdą się środki na transport Polaków do Teksasu. Mieli oni utworzyć samodzielne i niezależne oddziały. Sułakowski udał się do Paryża, ale od tej pory nie ma żadnych wiadomości o jakichkolwiek polskich oddziałach przybyłych z Europy i walczących po stronie Południa.
Jeszcze trzech innych Polaków dosłużyło się wysokich stopni w szeregach Konfederacji. Pierwszy z nich, Ignacy Szymański, posiadał plantację w okolicach Nowego Orleanu. W 1862 uczestniczył w obronie wybrzeża w Nowym Orleanie (dowodził regimentem Chalmette). Został wzięty do niewoli, ale później odzyskał wolność dzięki wymianie jeńców. Drugi polski imigrant, Hipolit Oladowski, były sierżant zaopatrzenia w armii Unii, był kierownikiem ds. zaopatrzenia stanu Tennessee w latach 1862–1863. Trzecim był Kasper Tochman, były uczestnik powstania listopadowego, obrońca niewolnictwa i posiadacz farmy pod Waszyngtonem. Wraz z Sułakowskim i Oladowskim współtworzył w stanach południowych tzw. „Polską Brygadę”, sformowaną z polskich emigrantów w Nowym Orleanie w stanie Luizjana. Początkowo obejmowała ona 14 pułk piechoty Luizjany w ramach osławionej brygady „Tygrysów z Luizjany”. Apogeum rozwoju polskich jednostek, służących w armii Konfederacji, było utworzenie jeszcze 15 pułku piechoty, także przy udziale Tochmana. „Polska Brygada” brała udział w walkach m.in. w bitwie pod Gettysburgiem (w składzie II Korpusu piechoty Dywizji Johnsona), gdzie 2 lipca 1863, biorąc udział w atakach na wzgórza Culps Hill, poniosła duże straty. Mimo bohaterstwa i zasług Tochman otrzymał jedynie stopień pułkownika, chociaż przez pewien czas sam tytułował się generałem.
Polacy walczący w wojskach Konfederacji i Unii byli najczęściej idealistami. Zaciągali się do armii nie po to, aby się dorobić, ale walczyć o słuszną sprawę, którą było zniesienie niewolnictwa, a w przypadku stanów południowych – prawo do niepodległości. Na kierowanie się takimi motywami mogli sobie pozwolić głównie ci Polacy, którzy byli już zadomowieni w Stanach Zjednoczonych. Dla nowo przybyłych kluczowa była możliwość poprawy swojej sytuacji ekonomicznej.

## Filmy
- Narodziny narodu (1915) The Birth of a Nation
- Generał (1927) The General
- Przeminęło z wiatrem (1939) Gone with the Wind
- Szkarłatne godło odwagi (1951) Red Badge of Courage
- Przyjacielska perswazja (1956) Friendly Persuasion
- Rajd Andrewsa (1956) Great Locomotive Chase
- Konnica (1959) The Horse Soldiers
- Major Dundee (1965)
- Dobry, zły i brzydki (1966) The Good, the Bad and the Ugly
- Wyjęty spod prawa Josey Wales (1976) The Outlaw Josey Wales
- W imię honoru (1982) The Blue and the Gray
- Północ-Południe (seria I – 3 listopada 1985 seria II – 4 maja 1986 seria III – 27 lutego 1994) North and South
- Chwała (1989) Glory
- Tańczący z wilkami (1990)
- Morze ognia, morze miłości (1991) Ironclads
- Gettysburg (1993) Gettysburg
- Sommersby (1993)
- The Hunley (1999)
- Przejażdżka z diabłem (1999)  Ride with the Devil
- Gangi Nowego Jorku (2002)
- Generałowie (2003) Gods and Generals
- Wzgórze nadziei (2003) Cold Mountain
- Sahara (2005)
- Skarb narodów: Księga tajemnic (2007) National Treasure: Book of Secrets
- Lincoln (2012)
- Rebeliant (2016) Free State of Jones